# Il fedele amico dell'uomo
Il fedele amico dell'uomo (A Boy's Best Friend) è un racconto fantascientifico del 1975 scritto da Isaac Asimov. Pubblicato per la prima volta nel 1975 sulla rivista Boys' Life, fa parte dell'antologia Tutti i miei robot (con cui è stato tradotto in italiano nel 1985) ed è stato incluso anche in altre raccolte di racconti di Asimov.

## Trama
La storia si svolge su una luna colonizzata dall'uomo grazie alla presenza di moduli o scafandri pressurizzati, ermeticamente separati dall'ambiente esterno. I coniugi Anderson possiedono un unico figlio di 10 anni, Jimmy, il quale si diverte molto a compiere escursioni all'esterno, con il suo fido cane-robot, battezzato Robotolo. Un giorno però il signor Anderson decide di sostituire questa presenza fittizia con una viva e vegeta, capace di fornire, a suo avviso, emozioni reali e non simulate. Perciò si fa spedire direttamente dalla Terra un cane, uno Scottish Terrier, in carne ed ossa, che dovrà sostituire il suo surrogato positronico. Ma la sostituzione non avviene nei migliori dei modi e prima che il cane venga consegnato a Jimmy, questo si intestardisce e alla fine del racconto asserisce che non c'è differenza fra i due cani, e poco importava se Robotolo fosse vivo o meno dato che lui gli voleva comunque un mondo di bene.

## Temi
Asimov si ritrova nuovamente ad affrontare quello che secondo lui andrebbe chiamato "un robot stile patetico", e proprio come aveva fatto più di 30 anni prima con Robbie, la storia riguarda un bambino ed il suo robot.